# Suso (football)
 (août 2025).
Jesús Joaquín Fernández Sáez de la Torre, dit Suso, né le 19 novembre 1993 à Cadix, est un footballeur international espagnol qui évolue au poste d'ailier droit au Séville FC.

## Biographie

### Carrière professionnelle

#### Liverpool FC (2012-2015)
Après avoir rejeté des offres du FC Barcelone et du Real Madrid à l'été 2010, Suso signe pour le Liverpool FC depuis son club de sa ville de Cadix. Plus tard il expliquera son choix lors d'une brève interview : « J'allais signer pour le Real Madrid quand un jour le téléphone a sonné et Rafael Benitez m'a parlé. Il m'a convaincu que Liverpool était le club pour moi et que je devais changer mes plans. ».
Le 1er août 2010, Il fait sa première apparition avec l'équipe première du Liverpool FC contre le Borussia Mönchengladbach en match amical de pré-saison.

##### Prêt à Almería (2013-2014)
En juillet 2013, Suso est prêté pour une saison au club espagnol d'UD Almería.

#### AC Milan (depuis 2015)
Le 17 janvier 2015, il rejoint officiellement l'AC Milan jusqu'en 2019. Il hérite du numéro 8.

##### Prêt au Genoa
En janvier 2016, il est prêté au Genoa CFC. Suso, assez discret jusqu'alors, se distingue durant le mois de mai en inscrivant son premier triplé contre Frosinone. Ses performances mettent en valeur son talent, tres peu usité par Milan, et font de lui l'un des meilleurs joueurs de fin de saison de Serie A. Il marque à six reprises et délivre une passe décisive.

##### Retour au Milan
Suso revient au club lombard fort de son prêt fructueux à Genoa. L'Espagnol commence la saison 2016-2017 comme titulaire et se montre rapidement à la hauteur des attentes placées en lui. En novembre, durant le derby milanais, Suso inscrit un doublé mais l'Inter parvient à concéder un nul 2-2 en fin de rencontre. Lors du match suivant contre Empoli, l'espagnol se montre une nouvelle fois brillant en marquant un but et délivrant deux passes décisives à Lapadula.

##### Séville FC
Le 29 janvier 2020, Suso est prêté au Séville FC pour un an et demi avec une option d'achat pouvant devenir obligatoire si certaines conditions sont remplies.
Suso fait ses débuts le 2 février suivant, remplaçant Nolito au cours d'un nul 1-1 contre le Deportivo Alavés. Le 15 février, il réalise une belle performance face à l'Espanyol de Barcelone en délivrant une passe décisive à Lucas Ocampos puis en égalisant pour le 2-2. Le 18 mai 2023, Suso permet à son équipe d'égaliser face à la Juventus, en demi-finales de la ligue Europa, par un somptueux but depuis l'extérieur de la surface.

## Carrière internationale

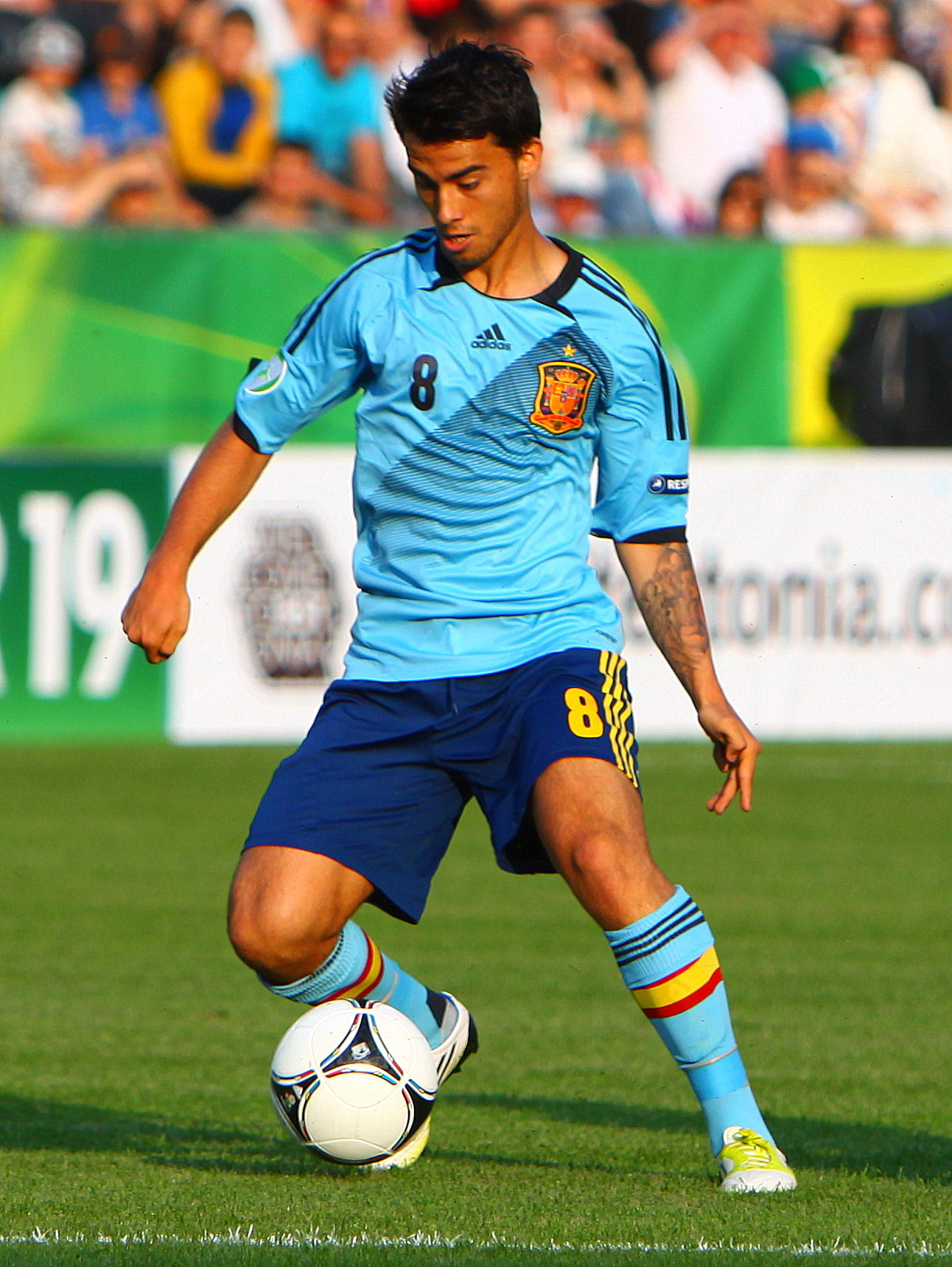
Suso en action avec l'Espagne des moins de 19 ans en 2012

Suso a représenté l'Espagne aux niveaux des moins de 17, moins de 18, moins de 19, moins de 20 et moins de 21 ans. En 2012, Suso a commencé chaque match lors du Championnat d'Europe des moins de 19 ans, où il a remporté son premier titre international,. En août 2017, Suso a été appelé pour la première fois en équipe d'Espagne pour un match de qualification pour la Coupe du monde de football 2018 contre l'Italie le mois suivant. Il a été choisi par Julen Lopetegui, son ancien entraîneur aux niveaux des moins de 20 ans et des moins de 21 ans,. Il a finalement fait ses débuts lors d'un match amical contre la Russie le 14 novembre 2017.

## Statistiques
| Saison                | Club                  | Championnat           | Championnat | Championnat | Championnat | Coupe(s) nationale(s) | Coupe(s) nationale(s) | Coupe(s) nationale(s) | Supercoupe | Supercoupe | Supercoupe | Compétition(s) continentale(s) | Compétition(s) continentale(s) | Compétition(s) continentale(s) | Compétition(s) continentale(s) | Supercoupe UEFA | Supercoupe UEFA | Supercoupe UEFA | Espagne | Espagne | Espagne | Total | Total | Total |
| Saison                | Club                  | Division              | M.          | B.          | P.d.        | M.                    | B.                    | P.d.                  | M.         | B.         | P.d.       | Comp.                          | M.                             | B.                             | P.d.                           | M.              | B.              | P.d.            | M.      | B.      | P.d.    | M.    | B.    | P.d.  |
| 2012-2013             | Liverpool FC          | PL                    | 14          | 0           | 0           | 2                     | 0                     | 0                     | -          | -          | -          | C3                             | 4                              | 0                              | 1                              | -               | -               | -               | -       | -       | -       | 20    | 0     | 1     |
| 2014-2015             | Liverpool FC          | PL                    | -           | -           | -           | 1                     | 1                     | 0                     | -          | -          | -          | C1                             | -                              | -                              | -                              | -               | -               | -               | -       | -       | -       | 1     | 1     | 0     |
| Sous-total            | Sous-total            | Sous-total            | 14          | 0           | 0           | 3                     | 1                     | 0                     | -          | -          | -          | -                              | 4                              | 0                              | 1                              | 0               | 0               | 0               | -       | -       | -       | 21    | 1     | 1     |
| 2013-2014             | UD Almería (prêt)     | Liga                  | 33          | 3           | 7           | 2                     | 0                     | 0                     | -          | -          | -          | -                              | -                              | -                              | -                              | -               | -               | -               | -       | -       | -       | 35    | 3     | 7     |
| 2014-2015             | AC Milan              | Serie A               | 5           | 0           | 1           | 1                     | 0                     | 0                     | -          | -          | -          | -                              | -                              | -                              | -                              | -               | -               | -               | -       | -       | -       | 6     | 0     | 1     |
| 2015-2016             | AC Milan              | Serie A               | 1           | 0           | 0           | 1                     | 0                     | 0                     | -          | -          | -          | -                              | -                              | -                              | -                              | -               | -               | -               | -       | -       | -       | 2     | 0     | 0     |
| 2016-2017             | AC Milan              | Serie A               | 34          | 7           | 9           | 2                     | 0                     | 1                     | 1          | 0          | 1          | -                              | -                              | -                              | -                              | -               | -               | -               | -       | -       | -       | 37    | 7     | 11    |
| 2017-2018             | AC Milan              | Serie A               | 35          | 6           | 7           | 5                     | 1                     | 2                     | -          | -          | -          | C3                             | 10                             | 1                              | 1                              | -               | -               | -               | 1       | 0       | 0       | 51    | 8     | 10    |
| 2018-2019             | AC Milan              | Serie A               | 35          | 7           | 10          | 2                     | 0                     | 0                     | -          | -          | -          | C3                             | 4                              | 1                              | 0                              | -               | -               | -               | 3       | 0       | 2       | 44    | 8     | 12    |
| 2019-2020             | AC Milan              | Serie A               | 16          | 1           | 2           | 1                     | 0                     | 0                     | -          | -          | -          | -                              | -                              | -                              | -                              | -               | -               | -               | 1       | 0       | 0       | 18    | 1     | 2     |
| Sous-total            | Sous-total            | Sous-total            | 126         | 21          | 29          | 12                    | 1                     | 3                     | 1          | 0          | 1          | -                              | 14                             | 2                              | 1                              | 0               | 0               | 0               | 5       | 0       | 2       | 158   | 24    | 36    |
| 2015-2016             | Genoa CFC (prêt)      | Serie A               | 19          | 6           | 1           | -                     | -                     | -                     | -          | -          | -          | -                              | -                              | -                              | -                              | -               | -               | -               | -       | -       | -       | 19    | 6     | 1     |
| 2019-2020             | Séville FC (prêt)     | Liga                  | 17          | 1           | 1           | -                     | -                     | -                     | -          | -          | -          | C3                             | 6                              | 1                              | 0                              | -               | -               | -               | -       | -       | -       | 23    | 2     | 1     |
| 2020-2021             | Séville FC            | Liga                  | 34          | 3           | 4           | 5                     | 0                     | 2                     | -          | -          | -          | C1                             | 4                              | 1                              | 0                              | -               | -               | -               | -       | -       | -       | 43    | 4     | 6     |
| 2021-2022             | Séville FC            | Liga                  | 8           | 0           | 0           | 0                     | 0                     | 0                     | -          | -          | -          | C1                             | 4                              | 0                              | 0                              | -               | -               | -               | -       | -       | -       | 12    | 0     | 0     |
| 2022-2023             | Séville FC            | Liga                  | 25          | 2           | 2           | 5                     | 0                     | 2                     | -          | -          | -          | C1+C3                          | 6+8                            | 0+1                            | 0+0                            | -               | -               | -               | -       | -       | -       | 44    | 3     | 4     |
| 2023-2024             | Séville FC            | Liga                  | 29          | 1           | 5           | 2                     | 0                     | 1                     | -          | -          | -          | C1                             | 2                              | 0                              | 0                              | 1               | 0               | 0               | -       | -       | -       | 34    | 1     | 6     |
| 2024-2025             | Séville FC            | Liga                  | 16          | 0           | 1           | 1                     | 0                     | 0                     | -          | -          | -          | -                              | -                              | -                              | -                              | -               | -               | -               | -       | -       | -       | 17    | 0     | 1     |
| Sous-total            | Sous-total            | Sous-total            | 130         | 7           | 12          | 13                    | 0                     | 5                     | -          | -          | -          | -                              | 30                             | 3                              | 0                              | 1               | 0               | 0               | -       | -       | -       | 174   | 10    | 17    |
| Total sur la carrière | Total sur la carrière | Total sur la carrière | 322         | 37          | 50          | 30                    | 2                     | 8                     | 1          | 0          | 1          | -                              | 48                             | 5                              | 2                              | 1               | 0               | 0               | 5       | 0       | 2       | 407   | 44    | 63    |

## Palmarès

### En sélection
Avec l'équipe d'Espagne -19 ans, Suso est vainqueur du Championnat d'Europe en 2012.

### En club
Avec l'AC Milan, il remporte la Supercoupe d'Italie en 2016.
Avec le Séville FC, il gagne la Ligue Europa en 2020 et 2023. Il est aussi finaliste de la Supercoupe de l'UEFA en 2020 et 2023.